# Closterus plagiatus
Closterus plagiatus là một loài bọ cánh cứng trong họ Cerambycidae.